# مج سایرز
مج سایرز (انگلیسی: Madge Syers؛ ۱۶ سپتامبر ۱۸۸۱ – ۹ سپتامبر ۱۹۱۷ ) اسکیت‌باز نمایشی اهل بریتانیا بود.